# شهرستان هالیفکس (ویرجینیا)
شهرستان هلیفکس، ویرجینیا (به انگلیسی: Halifax County, Virginia) یک سکونتگاه مسکونی در ایالات متحده آمریکا است که در ویرجینیا واقع شده‌است.

## خصوصیات
شهرستان هَلیفَکس ۲٬۱۴۹٫۷ کیلومترمربع مساحت دارد.